# Malko Gradiște, Haskovo
Malko Gradiște (în bulgară Малко Градище) este un sat în comuna Liubimeț, regiunea Haskovo,  Bulgaria. 

## Demografie
Componența etnică a satului Malko Gradiște
     Bulgari (88,06%)
     Romi (8,21%)
     Turci (3,41%)
     Nicio identificare (0,31%)
La recensământul din 2011, populația satului Malko Gradiște era de 645 locuitori. Din punct de vedere etnic, majoritatea locuitorilor (88,06%) erau bulgari, existând și minorități de romi (8,21%) și turci (3,41%). Pentru 0,31% din locuitori nu este cunoscută apartenența etnică.